# Yasemin Smit
Yasemin Smit (Amsterdam, 21 novembre 1984) è una pallanuotista olandese, vincitrice di una medaglia d'oro ai giochi olimpici di Pechino 2008.